# Candamo
Pour les articles homonymes, voir Candamo (homonymie).
Candamo (Candamu en asturien) est une commune (concejo aux Asturies) située dans la communauté autonome des Asturies en Espagne. Elle est bordée à l'est par Las Regueras, au sud par Grao, au nord par Illas, Castrillón et Soto del Barco et à l'ouest par Pravia et Salas. Sa population est de 1932 habitants (INE 2023). Son chef-lieu est la ville de Grullos.
La commune est située dans la région connue sous le nom de "Camín Real de la Mesa", et se distingue par son jardin maraîcher, avec, en autres, la culture de la fraise fêtée chaque premier week-end de juin. C'est aussi la caverne de la Peña au village de San Román, inscrite sur la liste du patrimoine mondial de l'UNESCO depuis juillet 2008. Il s'agit d'une grotte naturelle d'une soixantaine de mètres de long, principalement datée de -18 000 ans, à l'époque dite du Solutréen.

## Paroisses
La commune de Candamo se divise en 11 paroisses :
- Aces
- Cuero (en asturien : Cueru)
- Fenolleda (Fenoeda)
- Grullos
- Llamero (Llameru)
- Murias
- Prahúa (Praúa)
- San Román
- San Tirso (San Tisu)
- El Valle
- Ventosa